# Stara Loka
Stara Loka je naselje u slovenskoj Općini Škofji Loki. Stara Loka se nalazi u pokrajini Gorenjskoj i statističkoj regiji Gorenjskoj. 

## Stanovništvo
Prema popisu stanovništva iz 2002. godine naselje je imalo 808 stanovnika.